# Сарс, Эрнст
Эрнст Сарс (11 октября 1835, Флурё, Флура, Согн-ог-Фьюране, Норвегия — 27 января 1917, Осло, Норвегия) — норвежский историк, педагог и политик.

## Биография
Эрнст Сарс родился в семье священника. В 1849 году поступил в кафедральную школу в Бергене. После её окончания в 1853 году поступил в университет Христиании (ныне Осло), где первоначально изучал медицину, но скоро перешёл на исторический факультет, уже в скором времени начав писать научные работы. С 1860 по 1874 год был сотрудником Национальной архивной службы Норвегии. С 1870 года читал в университете Христиании лекции по истории Норвегии и философии позитивизма, в 1874 году получил учёное звание профессора. Сотрудничал во многих научных журналах, в том числе с «Nyt norsk Tidskrift» с 1877 по 1878 год и «Nyt Tidsskrift» с 1882 по 1887 год. 
Был активным деятелем Либеральной партии Норвегии и в 1880-х годах считался одним из ведущих её теоретиков; был последовательным сторонником отделения Норвегии от Швеции. Преподавательской деятельностью продолжал заниматься до 1911 года.
Вместе с Людвигом Людвигсеном Даа принадлежал к поколению первых исследователей «датского периода».
Как историк занимался преимущественно историей Норвегии с эпохи викингов до современности. Был сторонником теории «исторической эволюции». Главные работы: «Norge under hans Forbindelse med Danmark» (1858—1864), «Billeder fra Historien af Norge» (1872—1877), «Udsigt over den norske Historie» (1873).